# Urtx (Cerdanya)
|  | Per a altres significats, vegeu «Urtx». |

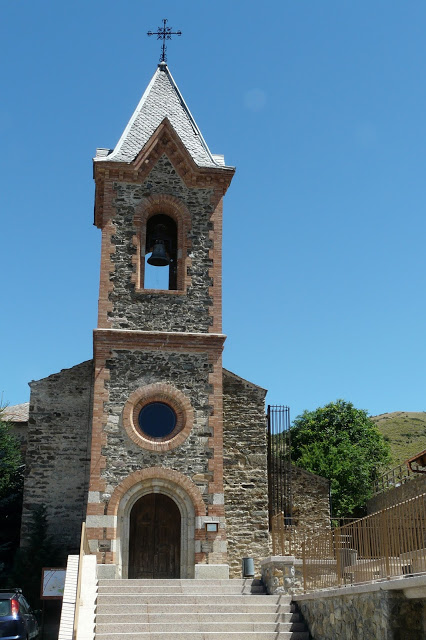
Sant Martí d'Urtx

Urtx (a l'edat mitjana escrit sovint Urg, amb una g final que representa el so "tx" o "tj") és una entitat de població del municipi cerdà de Fontanals de Cerdanya, i n'és el principal. El 2005 tenia 82 habitants. Va ser el centre del vescomtat d'Urtx. La seva església romànica és Sant Martí d'Urtx, igual que la seva festa major (estiu i tardor). A la seva famosa font i circula una de les aigües més saludables i més famoses a nivell comarcal.
El lloc d'Urtx s'esmenta ja en el segle XI quan esdevé un feu dels comtes de Cerdanya. L'any 1081 Bernat, fill de Bernat II de Cerdanya i de Conflent, i germà del vescomte Ramon II de Cerdanya, adopta el títol de Vescomte d'Urtx. El Llinatge dels Urtx posseí la senyoria d'Urtx amb el terme de Queixans i la senyoria de la vall de Toses.
Un personatge notable d'aquesta nissaga fou Pere d'Urtx, Bisbe d'Urgell (1269-93), el qual signà els pariatges d'Andorra. El seu germà, Ramon II d'Urtx, rebé del rei Jaume de Mallorca totes les jurisdiccions d'Urtx, llevat la pena de mort. En Ramon II d'Urtx fou el pare d'Hug de Mataplana, el qual, casat amb Sibil·la de Pallars, fou tronc de la tercera dinastia dels comtes de Pallars.
Vers el 1316 la senyoria d'Urtx pervingué al rei. Després fou posseïda per diversos senyors, com ara el vescomte de Castellbò el 1359. El 1560 pertanyia al Col·legi de Preveres de Santa Maria de Puigcerdà. Al s.XVII-XVIII tenim enregistrada la baronia d'Estoll, Mosoll i Escadarcs.
Amb el Tractat dels Pirineus, l'any 1659, els pobles d'Urtx i Queixans queden a la banda catalana de la nova frontera.
L'evolució del poblament segueix diferents alts i baixos. El 1365, entre Urtx i Queixans sumen 41 focs, però van perdent habitants fins a la fi del segle XVI.
L'any 2019 tenia 70 habitants.